# Chrysotus elongatus
Chrysotus elongatus är en tvåvingeart som beskrevs av Octave Parent 1934. Chrysotus elongatus ingår i släktet Chrysotus och familjen styltflugor. Inga underarter finns listade i Catalogue of Life.